# آدام فرای
آدام فرای (انگلیسی: Adam Fry؛ زادهٔ ۹ فوریهٔ ۱۹۸۵) بازیکن فوتبال اهل بریتانیا است.
از باشگاه‌هایی که در آن بازی کرده‌است می‌توان به باشگاه فوتبال کترینگ تاون، باشگاه فوتبال پیتربورو یونایتد، و باشگاه فوتبال هیبریج اشاره کرد.